# Tanja Chawla

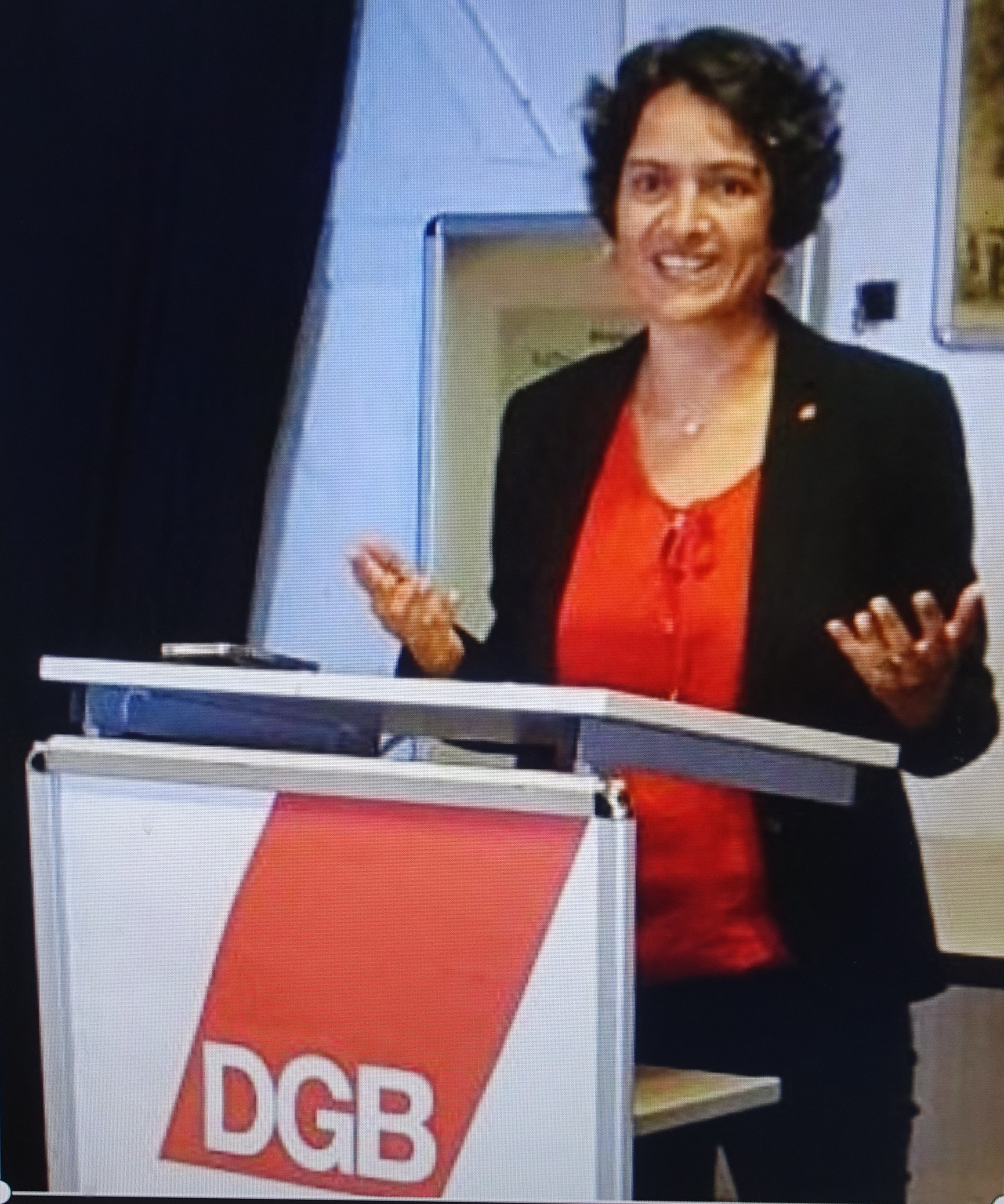
Tanja Chawla DGB-Vorsitzende Hamburg (2022)

Tanja Chawla (* 21. Dezember 1974 in Heide) ist eine deutsche Volkswirtin, Sozialökonomin und Gewerkschafterin. Seit November 2021 ist sie Vorsitzende des Deutschen Gewerkschaftsbundes (DGB) in Hamburg. 

## Leben
Chawla ist die Tochter eines Kaufmannes aus Indien und einer Hauswirtschaftsleiterin. Sie wächst in Heide auf und geht 1992 für eine Ausbildung zur Erzieherin nach Hamburg. Nach ersten Stationen in ihrem Ausbildungsberuf studiert Chawla von 1998 bis 2004 Volkswirtschaftslehre und Sozialökonomie an der Hamburger Universität für Wirtschaft und Politik (HWP) und geht 2004 im Anschluss für den Master of Political Economy of Development nach London. Es folgen Erwerbsstationen in der feministischen Mädchenarbeit, bei der Bürgerschaftsabgeordneten Kersten Artus, MdHB, Fraktion DIE LINKE und in Forschung und Lehre an die Hochschule für Angewandte Wissenschaften Hamburg HAW. Von 2010 bis 2019 war Chawla ehrenamtliche Vorsitzende des Stiftungsrats von filia. die Frauenstiftung. Sie ist ausgebildete systemische Supervisorin
2016 wechselte Chawla als Gewerkschaftssekretärin zu ver.di Fachbereich 13 und war dort unter anderem zuständig für die Bereiche Sicherheitsdienstleistungen, Zeitarbeit und Teile des öffentlichen Dienstes.
Im September 2021 wurde Chawla mit 95 % zur neuen Vorsitzenden des DGB Hamburg gewählt und am 27. November 2021 auf der Delegiertenkonferenz des DGB Nord mit 97%iger Zustimmung als Geschäftsführerin bestätigt. Sie trat die Nachfolge von Katja Karger an. Tanja Chawla ist parteilos und ehemalige Stipendiatin der Heinrich-Böll-Stiftung.

## Veröffentlichungen (Auswahl)
- Beratung machtkritisch hinterfragt. In: Leidfaden 2020 Jg. 9, Heft 3: Von der Lust und der Last mit den Methoden, Vandenhoeck & Ruprecht, Göttingen
- mit Wiebke Kahl: Plädoyer für eine differenzsensible Kinder- und Jugendhilfe und Mädchenarbeit. In: Verband Kinder- und Jugendarbeit Hamburg e.V. (Hg.): FORUM für Kinder- und Jugendarbeit, 30. Jahrgang 2. Quartal, Juni 2014
- Race, class und gender. In: Hamburger Frauenbündnis 100 Jahre Internationaler Frauentag (Hg.): Emanzipation – Macht – Gerechtigkeit: 100 Jahre Internationaler Frauentag in Hamburg 2011, Landesfrauenrat Hamburg e.V., Hamburg, 2011
- Mit Herbert Schui: Entwicklungsfinanzierung mittels Kreditgeld – Für eine Wiederaufnahme der Link-Debatte. In: WEED (Hg.): Weltwirtschaft und Entwicklung, No.3/4, 2004
- mit Herbert Schui: Verblassen sozial-demokratischer Tradition: SPD Wirtschaftspolitik nach 1945. In: Bibliothek der Friedrich Ebert Stiftung, Bonn (Hg.): Zeitschrift für Sozialistische Politik und Wirtschaft, Nr. 4, 2003
- Have you ever thought about Gender and Trade. In: Germanwatch (Hg.), Brücken, Vol. 3, Nr. 2, 2001 (Bericht zur WIDE-Konferenz Gender and Trade, 9.–11. Juni 2001, Barcelona)